# یگان ۸۲۰۰
یگان ۸۲۰۰ (به عبری: יחידה 8200) که خوانده می‌شود «یِشیدا شمُناعه-ماتاییم» یک سازمان اطلاعاتی در اسرائیل است که مسئولیت شنود الکترونیک و رمزگشایی کد را به‌عهده دارد. نویسندگان حوزه نظامی، یگان ۸۲۰۰ را یگان گردآوری مرکزی جامعه اطلاعاتی و گاهی یگان ملی شنود الکترونیک اسرائیل می‌نامند. یگان ۸۲۰۰ زیرمجموعه اداره اطلاعات نظامی اسرائیل (آمان) است.
بیشتر کارمندان یگان ۸۲۰۰، جوانان ۱۸ تا ۲۱ ساله هستند. به دلیل جوانی سربازان یگان و کوتاه بودن دوره خدمت آنها این یگان به گزینش سربازان با توانایی سازگاری بالا و یادگیری سریع، متکی است. برنامه‌های بعد از ساعت مدرسه برای افراد ۱۶ تا ۱۸ ساله، آموزش مهارت‌های رخنه‌گری و کدگذاری نیز جزء برنامه‌های خوراک‌دهنده یگان ۸۲۰۰ هستند. سربازان یگان ۸۲۰۰ پس از پایان دوره خدمت خود، در سِمَت‌های بالای بسیاری از شرکت‌های بین‌المللی فناوری اطلاعات و سیلیکون ولی کار می‌کنند یا چنین شرکت‌هایی را بنیان می‌گذارند.
بر پایه گفته‌های اداره‌کننده علوم نظامی در بنیاد خدمات متحد پادشاهی، «یگان ۸۲۰۰ به احتمال زیاد، پیشرفته‌ترین سازمان اطلاعاتی فنی در جهان است و در همه‌چیز، به غیر از بزرگی، با آژانس امنیت ملی ایالات متحده آمریکا رقابت می‌کند».
یوسی ملمن نویسنده، روزنامه‌نگار و کارشناس نظامی-امنیتی اسرائیلی با انتشار کتابی به نام جاسوسی علیه آرماگدون: جنگ مخفی در داخل اسرائیل در سال ۲۰۱۲ شرحی از این واحد ارائه نموده است. به گفتهٔ وی، هیچ عملیات اطلاعاتی در اسرائیل وجود ندارد که یگان ۸۲۰۰ در آن حضور نداشته باشد و در هر عملیات نظامی خارج از اسرائیل، پوشش اطلاعاتی از سوی یگان ۸۲۰۰ است. نقش یگان ۸۲۰۰ شنود و هشدار به نیروهای خودی دربارهٔ وجود خطر است.

## تاریخچه
یگان ۸۲۰۰ در سال ۱۹۵۲ با استفاده از تجهیزات نظامی مازاد آمریکایی راه‌اندازی شد. در آغاز، این یگان، «یگان دوم سرویس اطلاعاتی» و سپس «یگان ۵۱۵ام سرویس اطلاعاتی» نامیده می‌شد. در سال ۱۹۵۴ از مکان نخستین خود در یافا به محل کنونی خود در تقاطع گلیلات در شمال تل‌آویو منتقل شد.
بر پایه گفته‌های پیتر رابرتز، اداره‌کننده بخش علوم نظامی در بنیاد خدمات متحد سلطنتی «یگان ۸۲۰۰ به احتمال زیاد، پیشرفته‌ترین سازمان اطلاعاتی فنی در جهان است و در همه‌چیز، به غیر از بزرگی، با آژانس امنیت ملی ایالات متحده آمریکا رقابت می‌کند. آنها به‌شدت بر چیزی که دنبالش هستند تمرکز می‌کنند -قطعا بیشتر از آژانس امنیت ملی- و عملیات خود را با چنان درجه‌ای از سرسختی و اشتیاق انجام می‌دهند که جای دیگری نمی‌یابید».

## نگاه کلی
یگان ۸۲۰۰ بزرگ‌ترین واحد نظامی در ارتش اسرائیل است و از چندین هزار سرباز تشکیل شده است. کارکرد این یگان، با آژانس امنیت ملی قابل مقایسه است و جایگاه آن در وزارت دفاع اسرائیل، دقیقاً همانند آژانس امنیت ملی در وزارت دفاع ایالات متحده آمریکا است.
زیرمجموعه یگان ۸۲۰۰ یگان هاتزاو (به انگلیسی: Unit Hatzav) (به عبری: יחידת חצב) (برابر نام پیاز دشتی در زبان عبری) است که مسئول گردآوری اطلاعات منبع‌آشکار است. یگان هاتزاو، با بررسی تلویزیون، رادیو، روزنامه، و اینترنت، اطلاعات نظامی را گردآوری و نظارت می‌کند. برگردان موارد گوناگون، به عنوان بخشی از «اطلاعات پایه» به حساب می‌آید که این یگان‌ها گردآوری کرده‌اند. بر پایه گزارش‌های رسانه‌ای، یگان ۸۲۰۰ بیش از نیمی از کل اطلاعات گردآوری شده توسط جامعه اطلاعاتی اسرائیل را تأمین می‌کند.
مهم‌ترین تأسیسات شنود الکترونیک ارتش اسرائیل در پایگاه شنود الکترونیک آوریم قرار دارد که بخشی از یگان ۸۲۰۰ است. کیبوتص اوریم در صحرای نگب و تقریباً ۳۰ کیلومتری بئرشبع است. در مارس ۲۰۰۴ و به دنبال جنگ عراق، کمیسیون بازرسی شبکه اطلاعات، پیشنهاد کرد که یگان ۸۲۰۰ مانند کشورهای غربی، به یک آژانس شنود الکترونیک ملی غیرنظامی تبدیل شود اما چنین نشد.

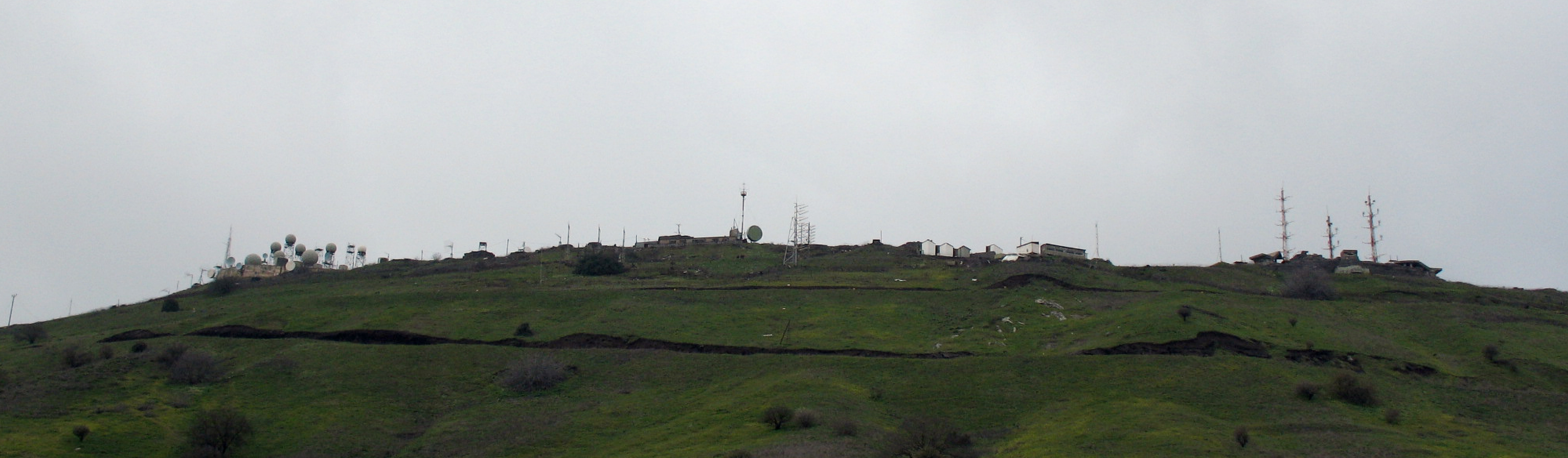
پایگاه «هار آویتال» یگان ۸۲۰۰ ارتش اسرائیل در بلندی‌های جولان سوریه

یگان ۸۲۰۰ عموماً از سربازان وظیفه ۱۸ تا ۲۱ ساله تشکیل شده است. گزینش و استخدام یگان، معمولاً در سن ۱۸ سالگی و پس از دبیرستان از طریق فرایند غربالگری ارتش اسرائیل انجام می‌شود. بااینحال، این یگان، سربازان جوانترِ بالقوه با استعداد را نیز از طریق کلاس‌های رایانه‌ای پس از ساعت مدرسه کشف می‌کند. این کلاس‌های رایانه‌ای پس از ساعت مدرسه به دانش‌آموزان ۱۶ تا ۱۸ ساله، مهارت‌های رخنه‌گری و کدگذاری را آموزش می‌دهند و گاهی به عنوان برنامه خوراک‌دهنده یگان عمل می‌کنند. ارتش اسرائیل برای این دانش‌آموزان، دعوتنامه کاری می‌فرستد.
سربازان ۱۸ ساله برگزیده برای یگان ۸۲۰۰ در درجه نخست به دلیل توانایی در خودآموزی و یادگیری سریع، انتخاب می‌شوند؛ زیرا یگان ۸۲۰۰ تنها مدتی کوتاه و تا پایان دوره خدمتشان به آنها دسترسی دارد.

## کنش‌های سیاسی
- در سال ۲۰۱۰ روزنامه فرانسوی لو موند دیپلماتیک نوشت که یگان ۸۲۰۰ یک پایگاه بزرگ شنود الکترونیک را در صحرای نگب، اداره می‌کند و یکی از بزرگ‌ترین پایگاه‌های شنود در جهان است که توانایی رهگیری تماس تلفنی، ایمیل، و دیگر روش‌های ارتباطی در خاور میانه، اروپا، آسیا، آفریقا، و حتی ردیابی کشتی‌ها را دارد. بنا به گزارش‌ها یگان ۸۲۰۰ همین‌طور در سفارت‌های اسرائیل در خارج از کشور، دفاتر شنود مخفیانه ایجاد کرده است، کابل‌های زیردریایی را شنود می‌کند، در سرزمین‌های فلسطینی واحدهای شنود مخفیانه ایجاد کرده، و همچنین جت‌های گلف‌استریم ایروسپیس مجهز به تجهیزات شنود الکترونیک در اختیار دارد.[۱۱]
- رونن برگمن در سال ۲۰۰۹ در کتاب خود به نام با هر وسیله ضروری - جنگ پنهان اسرائیل با برای اسیران جنگی و مفقودالاثرها می‌گوید که حزب‌الله لبنان، بمبی را درون یک تلفن همراه، جاسازی کرد. مأموران اسرائیلی این تلفن را پیدا کرده و در فوریه ۱۹۹۹ برای بررسی به ستاد یگان ۸۲۰۰ می‌دهند. این تلفن، درون آزمایشگاه منفجر شد و دو سرباز یگان ۸۲۰۰ زخمی شدند.[۱۳]
- در سال ۲۰۱۰ نیویورک تایمز از سوی «یک عضو پیشین جامعه اطلاعاتی ایالات متحده آمریکا» ادعا کرد که در هنگام عملیات باغ میوه، یگان ۸۲۰۰ از یک وسیله خنثی‌کننده مخفی برای از کار انداختن دفاع ضدهوایی سوریه استفاده کرده است.[۱۴]
- در سال ۲۰۱۴ ۴۳ کهنه‌سرباز یگان ۸۲۰۰ در نامه‌ای اعتراضی، سوء استفاده آن یگان برای شنود الکترونیک و گردآوری اطلاعات شخصی مردم فلسطینی را تقبیح کردند.[۱۵][۱۶][۱۷] در واکنش، ۲۰۰ سرباز ذخیره، نامه‌ای ضداعتراضی به آن کهنه‌سربازان امضاء کردند.[۱۸][۱۹][۲۰]
- بر پایه نیویورک تایمز، رخنه یگان ۸۲۰۰ به کاسپرسکی لب به آن یگان اجازه داد به صورت بی‌درنگ، رخنه‌گران دولت روسیه را زیر نظر بگیرند که رایانه‌های سراسر جهان را به دنبال اطلاعات برنامه‌های آمریکایی جستجو می‌کنند.[۲۱] رخنه اسرائیل به شبکه داخلی کاسپرسکی لب به آمریکا دربارهٔ مداخله گسترده روسیه در سامانه‌های آمریکایی هشدار داد.[۲۱]

## کنش‌های رایانه‌ای

### استاکسنت
بسیار از گزارش‌های رسانه‌ای ادعا می‌کنند که یگان ۸۲۰۰ مسئول ساخت کرم رایانه‌ای استاکسنت است که در سال ۲۰۱۰ رایانه‌های صنعتی از جمله برنامه هسته‌ای ایران را آلوده کرد.
الکس گیبنی در مستندی به نام روزهای صفر نشان داد که چگونه واحد ۸۲۰۰ در ساخت ویروس استاکس‌نت علیه فعالیت‌های هسته‌ای ایران نقش داشته است. همچنین یوسی ملمن بر این عقیده است که استاکس نت یک کار مشترک از سوی ایالات متحده آمریکا و اسرائیل بوده که در این حمله یگان ۸۲۰۰ نیز به همراه آژانس امنیت ملی آمریکا و موساد و سیا حضور داشته است.

### دوکیو
دوکیو مجموعه‌ای از بدافزارهای رایانه‌ای است که در ۱ سپتامبر ۲۰۱۱ کشف شد. ادعا می‌شود که ساخت یگان ۸۲۰۰ است.

### دوکیو ۲٫۰
ادعا می‌شود که دوکیو ۲٫۰ پیچیده‌ترین ویروس رایانه‌ای است که تاکنون ساخته شده و در سال ۲۰۱۴ کاسپرسکی لب را به مخاطره انداخته است. دوکیو ۲٫۰ دستکم از ۳ اکسپلویت حمله روز صفر استفاده می‌کد. این ویروس، بدون اینکه شناسایی شود برای ماه‌ها در سامانه‌های کاسپرسکی لب باقی ماند. در کنار هدف‌گیری کاسپرسکی لب از آن برای جاسوسی مذاکرات هسته‌ای ایران استفاده شد زیرا تنها در رایانه‌های هتل محل برگزاری این مذاکرات، پیدا شد. دوکیو ۲٫۰ از این نظر بی‌سابقه بود که کد آن تنها در حافظه دسترسی تصادفی رایانه‌ها وجود داشت و تقریباً هیچ اثری از خود باقی نمی‌گذاشت. بر پایه کاسپرسکی لب «فلسفه و طرز فکر گروه دوکیو ۲٫۰ یک نسل، جلوتر از هر چیزی است که در دنیای تهدیدهای مداوم پیشرفته دیده می‌شود».

## همرسانی اطلاعات با آژانس امنیت ملی
یگان ۸۲۰۰ به‌طور منظم داده‌های خام و فیلتر نشده شهروندان آمریکا را از آژانس امنیت ملی آمریکا دریافت می‌کند. اگرچه استثنائاً مقامات رسمی دولت آمریکا از چنین به همرسانی‌هایی معاف هستند. بر پایه آیین‌نامه جزئیات قوانین همرسانی داده‌های شهروندان آمریکایی، یگان ۸۲۰۰ موظف است به:
نابودسازی هرگونه داده ارتباطی خام حاصل از شنود الکترونیک که مشخص شود مربوط به مقامات دولت آمریکا بوده است. «مقامات دولت آمریکا» شامل مقامات شاخه اجرایی (کاخ سفید، وزارتخانه‌های کابینه و آژانس‌های مستقل)، کنگره ایالات متحده آمریکا (نمایندگان و کارکنان) و نظام دادگاه فدرال ایالات متحده آمریکا (که شامل دیوان عالی ایالات متحده آمریکا شده ولی محدود به آن نیست) می‌شود.— یادداشت تفاهم بین آمریکا و اسرائیل (حدود سال ۲۰۰۹)

## شرکت‌های کارکنان پیشین یگان ۸۲۰۰
برخی شرکت‌هایی که کارکنان پیشین یگان ۸۲۰۰ بنیان گذاشته‌اند:
- Adallom
- AltNext
- Argus Cyber Security
- Armis
- AudioCodes
- Axis Security
- BioCatch
- Bizo
- CardScan
- Check Point
- Claroty
- CloudEndure
- Cloudinary
- Crosswise
- CTERA Networks
- CTS Labs
- CyberArk
- Cybereason
- EZchip
- FST Biometrics
- Gilat
- Hunters.Ai
- Hyperwise Security
- آی‌سی‌کیو
- Imperva
- Incapsula
- Indeni
- Infinidat
- Lacoon Mobile Security
- Leadspace
- LEVL Technologies
- Namogoo
- NICE
- NSO Group
- Onavo
- Opster
- OverOps
- Palo Alto Networks
- PerimeterX
- PrimeSense
- Radware
- Rosh Intelligent Systems
- Secdo
- Silverfort
- وایبر
- Votiro
- Wix
- XIV
- Yonatan Labs
- ZoomInfo